# Praxithea peruviana
Praxithea peruviana är en skalbaggsart som beskrevs av Lane 1966. Praxithea peruviana ingår i släktet Praxithea och familjen långhorningar.
Artens utbredningsområde är Venezuela. Inga underarter finns listade i Catalogue of Life.